# روميدبسين
روميديبسين (Romidepsin)، الذي يباع تحت الإسم التجاري إستوداكس (Istodax)، هو دواء يستخدم لعلاج سرطان الغدد الليمفاوية الخلوية التائية الجلدي (CTCL) و سرطان الغدد الليمفاوية الخلوية التائية المحيطية (PTCLs).  تحديدا بعد فشل العلاجات الأخرى.  و يعطى عن طريق الحقن التدريجي في الوريد. 
تشمل الآثار الجانبية الشائعة لهذا العقار على:انخفاض عدد خلايا الدم البيضاء ، و انخفاض الصفائح الدموية، و الغثيان، و التعب، و العدوى.  إضافة إلى ذلك، فقد تشمل الآثار الجانبية الأخرى متلازمة انحلال الورم و إطالة فترة QT.   أما قد استخدامه أثناء الحمل فقد يؤدي إلى الإضرار بالجنين.  يعمل عن طريق منع إنزيم يعرف باسم هيستون دياستيلاز ، مما يؤدي إلى موت الخلية المبرمج.
تمت الموافقة على روميديبسين للاستخدام الطبي في الولايات المتحدة في عام 2009.  و رفض طلب الموافقة عليه في أوروبا في عام 2012.  يتم الحصول عليه من بكتيريا الكروموباكتيريوم فيولاسيوم .  في الولايات المتحدة، تبلغ التكلفة حوالي 3350 دولارًا أمريكيًا لكل جرعة 10 ملغ.  أخيرا، تمت الموافقة على إصدار مكافىء في عام 2021 في الولايات المتحدة الأمريكية. 